# فرودگاه فونتاگس
فرودگاه فونتاگس (به انگلیسی: Fontages Airport) یک فرودگاه خصوصی است که یک باند فرود شن دارد و طول باند آن ۱۴۹۰ متر است. این فرودگاه در کشور کانادا قرار دارد و در ارتفاع ۴۷۲ متری از سطح دریا واقع شده است.